# Зандштедт
Зандштедт (нем. Sandstedt) — община в Германии, в земле Нижняя Саксония.
Входит в состав района Куксхафен. Подчиняется управлению Хаген. Население составляет 1679 человек (на 31 декабря 2010 года). Занимает площадь 56,22 км².
Община подразделяется на 6 сельских округов.